# Abraxas todara
Abraxas todara är en fjärilsart som beskrevs av Swinhoe 1889. Abraxas todara ingår i släktet Abraxas och familjen mätare. Inga underarter finns listade i Catalogue of Life.